# ぶっちゃあ (お笑い芸人)
ぶっちゃあ（1954年11月25日 - ）は、日本のお笑い芸人。リッキーとブッチャーブラザーズを組む。本名、山部 薫（やまべ かおる）。
京都府福知山市出身。福知山商業高等学校（現：福知山成美高等学校）卒業。
趣味は宴会を仕切ること、卓球、競馬、草野球、サッカー。特技は料理、殺陣、関西弁。
好きな言葉は「粋に生きる」。

## 人物
- キャッチフレーズは「生涯一新人」、自称「草野球芸人」。芸人による草野球リーグ「Gリーグ」を主宰し、またサンミュージック所属芸人からなるチーム「GETS」を率いている。
- とんねるずとは若手時代には親交が深かった。また、松田聖子や早見優は事務所の後輩にあたり、デビュー時の司会などを務めたことから、愛称で呼べる間柄である。
- ブッチャーブラザーズがスカウトした芸人には、金谷ヒデユキやオアシズやヒロシやダンディ坂野や小島よしおなどがいる。
- 所属事務所の電話番のアルバイトをしていた時に「若手芸人に包茎手術をさせる」という企画の依頼が入り、自ら志願した結果、50歳を過ぎてブレイクした。
- 『ハイサワー』のCMに長期間出演していた。
- 中野区在住であることから、中野区の運営するサイト「なかのにぎわいWEB」のインタビューを受けデビューからプロデュース側に回った経緯について語っている。
- ビートたけしが草野球チーム（たけし軍団の母体となる）を作る際に芸人の助っ人（カージナルスなど）を手配した[1]。ダンカンにたけしを紹介したのもぶっちゃあである[2]。
- ハワイへの家族旅行で2017年3月26日に出発する予定だったが、てるみくらぶの倒産によりあえなく取りやめとなり、静岡旅行に変更した。てるみくらぶに約60万円を支払った[3][4]。
- 2017年10月より、芸歴37年目で初の冠ラジオ番組「ぶっちゃあのロッカールーム」（bayfm）のMCを務めた[5]。

## 出演

### テレビドラマ
- 機動刑事ジバン 第29話（1989年8月13日、テレビ朝日） - ダブルノイド人間態 役（ブッチャーブラザーズとして2人で出演）
- 不思議少女ナイルなトトメス 第47話（1991年12月1日、フジテレビ） - 賽銭泥棒 役（「ブッチャー」表記）
- うたう!大龍宮城 第23話（1992年6月7日、フジテレビ） - ナマコ 役（「ブッチャー」表記）
- 月曜名作劇場 - TBS
  - 警視庁機動捜査隊216
    - VI 絶てない鎖（2016年9月12日）- 幸田 役
    - X 引鉄（2019年4月1日）- 個人タクシー運転手 竹下真治 役
- 三匹のおっさん （テレビ東京） - 酔いどれ鯨の常連客 役
- 土曜ワイド劇場 監察官・羽生宗一5（2017年4月1日、テレビ朝日） - 釣り人 役
- 焼肉プロレス 第十戦（2019年9月4日、テレビ大阪） - 熱血鬼軍曹こと伊達 役[6]
- 悪魔の弁護人・御子柴礼司 〜贖罪の奏鳴曲〜 第6話・最終話（2020年1月11日・1月25日、東海テレビ） - 木嶋 役
- MIU404 第4話（2020年7月17日、TBS） - 中年の男 役
- 連続テレビ小説 ちむどんどん 第100回（2022年8月26日、NHK） - 洋食屋店主 役
- テイオーの長い休日 第4話（2023年6月24日、東海テレビ・フジテレビ） - 伊藤和夫 役

### 映画
- 中野JK 退屈な休日（2016年9月24日、アールツーエンターテインメント）[7]
- 卍 （2023年9月9日公開、レジェンド・ピクチャーズ）
- Good Dreams（2024年10月18日公開、キャンター）[8]
- サイボーグ一心太助（2025年1月24日公開、エクストリーム）[9]

### ラジオ
- ぶっちゃあのロッカールーム（2017年10月6日[10][11] - 2018年6月29日、bayfm） - MC

### DVD Blu-ray
- 伊集院光のでぃーぶいでぃー ～みんなでチカラをあわせていろいろつくってみようの巻～（2010年、ポニーキャニオン）
- 伊集院光のばらえてぃー 酩酊ドミノ ハイパーの巻（2012年、ポニーキャニオン）
- 伊集院光のばらえてぃー ノンアルコールドミノ毒入りの巻（2012年、ポニーキャニオン）
- 伊集院光のてれび 完全版～仲良しメンバーと厳選食材でカレーを作ろう!/VRDK (バカ編)～（2016年、ポニーキャニオン）